# Zidanka-barlang
A Zidanka-barlang (bolgárul: Зиданка) Bulgáriában, a Balkán-hegység nyugati részén található, Gara Lakatnik község területén. A Zidanka bejárata a Temnata dupka barlangtól balra nyílik, olyan közelségben, hogy az emberek hajlamosak azt hinni, ugyanarról a barlangról van szó, az összeköttetést azonban nem találták meg a két járatrendszer között. A Zidanka-barlang mindössze 400 méter hosszú. Legszebb része a Gyöngy-terem, itt mésztufagát és tó található, illetve barlangi gyöngyök teszik érdekessé a helyet. Három eltérő típusú barlangi gyöngyöt találtak itt.

## Fordítás
- Ez a szócikk részben vagy egészben  a(z)   Зиданка című bolgár Wikipédia-szócikk fordításán alapul.  Az eredeti cikk szerkesztőit annak laptörténete sorolja fel. Ez a jelzés csupán a megfogalmazás eredetét és a szerzői jogokat jelzi, nem szolgál a cikkben szereplő információk forrásmegjelöléseként.